# Sergio Álvarez Conde
Sergio Álvarez Conde ou somente Sergio (Catoira, Galiza, 3 de agosto de 1986), é um ex-futebolista profissional galego que atuava como goleiro / guarda-redes no Celta de Vigo, onde se aposentou. 